# Psammodius basalis
Psammodius basalis är en skalbaggsart som beskrevs av Étienne Mulsant och Claudius Rey 1870. Psammodius basalis ingår i släktet Psammodius och familjen Aphodiidae. Inga underarter finns listade i Catalogue of Life.